# Precis touhilimasa
Precis touhilimasa är en fjärilsart som beskrevs av Louis Jean Pierre Vieillot 1892. Precis touhilimasa ingår i släktet Precis och familjen praktfjärilar. Inga underarter finns listade i Catalogue of Life.